# Séguéla
Séguéla är en ort i Elfenbenskusten. Den ligger i distriktet Woroba, i den centrala delen av landet, 200 km nordväst om huvudstaden Yamoussoukro.